# Caragana campanulata
Caragana campanulata är en ärtväxtart som beskrevs av I.T. Vassilczenko. Caragana campanulata ingår i släktet karaganer, och familjen ärtväxter. Inga underarter finns listade i Catalogue of Life.